# Strangalia antennata
Strangalia antennata là một loài bọ cánh cứng trong họ Cerambycidae.